# Rohoźnica Wielka
Rohoźnica Wielka (biał. Вялікая Рагозніца, ros. Великая Рогозница, Большая Рогозница) – agromiasteczko na Białorusi, w rejonie mostowskim obwodu grodzieńskiego, około 9 km na południowe od Mostów.
Znajduje tu się rzymskokatolicka parafia Najświętszej Maryi Panny Królowej Polski w Rohoźnicy Wielkiej.

## Historia
Pierwsze znane dziś wzmianki o Rohoźnicy pochodzą z XVI wieku. W XVIII wieku było tu centrum rozległych dóbr będących własnością rodziny Suchodolskich herbu Janina. W ciągu XIX wieku ten obszerny klucz uległ rozdrobnieniu i w połowie wieku Rohoźnica przeszła w obce ręce, wielokrotnie zmieniając polskich i rosyjskich właścicieli. W 1906 roku Oskar Meysztowicz kupił Rohoźnicę od Sieheniów. W rodzinie Meysztowiczów dobra te pozostały do 1939 roku.
Po III rozbiorze Polski w 1795 roku Rohoźnica, wcześniej należąca do województwa nowogródzkiego Rzeczypospolitej, znalazła się na terenie powiatu wołkowyskiego (ujezdu) guberni słonimskiej, później litewskiej i grodzieńskiej Imperium Rosyjskiego. Po ustabilizowaniu się granicy polsko-radzieckiej w 1921 roku Rohoźnica wróciła do Polski, znalazła się w gminie wiejskiej Krzemienica w powiecie wołkowyskim województwa białostockiego, od 1945 roku – w ZSRR, od 1991 roku – na terenie Republiki Białorusi.
W 1926 roku wybudowano w Rohoźnicy Wielkiej kościół katolicki pw. Najświętszej Maryi Panny Królowej Polski.
W 1939 roku, gdy wieś została zajęta przez Sowietów, istniejący tam zakład produkcji krochmalu był największym przedsiębiorstwem w nowo utworzonym rejonie. Zakład ten istnieje do dziś.
W 2007 roku wieś została przekształcona w agromiasteczko, od 2013 roku należy do sielsowietu Piaski.
W 2009 roku agromiasteczko liczyło 783 mieszkańców.

## Dawny dwór

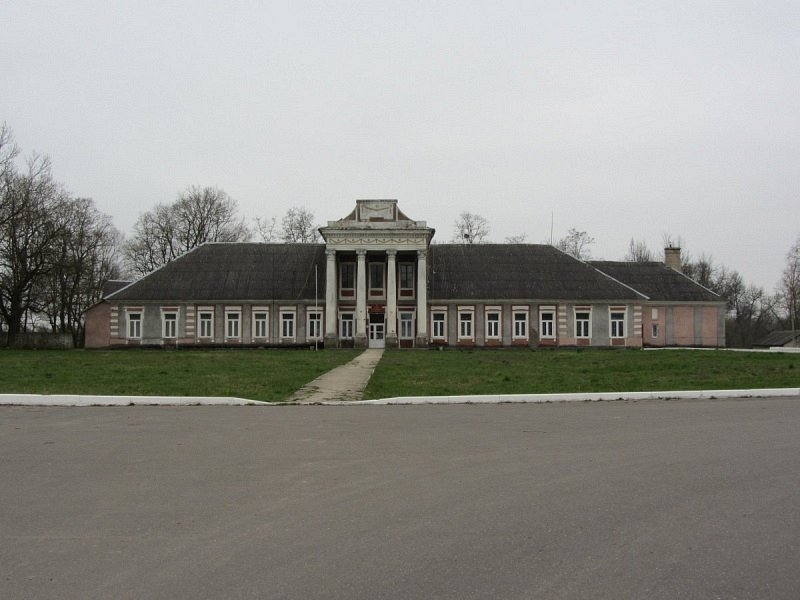
Dwór w Rohoźnicy Wielkiej w 2014 roku

Suchodolscy wybudowali prawdopodobnie w ostatniej dekadzie XVIII wieku klasycystyczny dwór (często określany jako pałac). Był to siedemnastoosiowy, w większej swej części parterowy, podpiwniczony dom na planie prostokąta. Centralna, trójosiowa część miała dwie kondygnacje, przed jej ryzalitem wznosił się duży portyk z czterema kolumnami w wielkim porządku podpierającymi attykowy szczyt. 
Od strony ogrodowej centralny pseudoryzalit był poprzedzony tarasem z kolumnadą na wysokości parteru, podpierającą balkon I piętra; ta konstrukcja została wzniesiona pod koniec XIX wieku.  
Wnętrza były dwutraktowe, amfiladowe. Mniej więcej w połowie prawego skrzydła mieścił się pokój, zwany „królewskim”: kiedyś mieszkał w nim król Stanisław August, goszcząc u Antoniego Suchodolskiego.
Przed domem rozciągał się wielki gazon i dziedziniec, po którego obu stronach stały dwie identyczne oficyny, o elewacjach podobnych do elewacji dworu. Na osi dworu zamykała ten prostokąt masywna brama wjazdowa, wybudowana pod koniec XIX wieku. Dalej, za bramą, wiodła aleja wjazdowa. Po jej lewej stronie, na wzgórku między drzewami widniały ruiny kaplicy dworskiej pod wezwaniem św. Huberta z 1791 roku. Ruiny te zostały ostatecznie rozebrane w 1939 roku.
Poza pałacem, między dwiema alejami lipowymi był park i ogród z rabatami, schodzące do stawów. Drzewa parku były starsze od dworu. W połowie XIX wieku park został przeprojektowany na pejzażowy.
Dwór przetrwał II wojnę światową. Obecnie jest siedzibą kołchozu im. Adama Mickiewicza.
Majątek w Rohoźnicy został opisany w 2. tomie Dziejów rezydencji na dawnych kresach Rzeczypospolitej Romana Aftanazego.